# Jan Holly alias Czuchowski

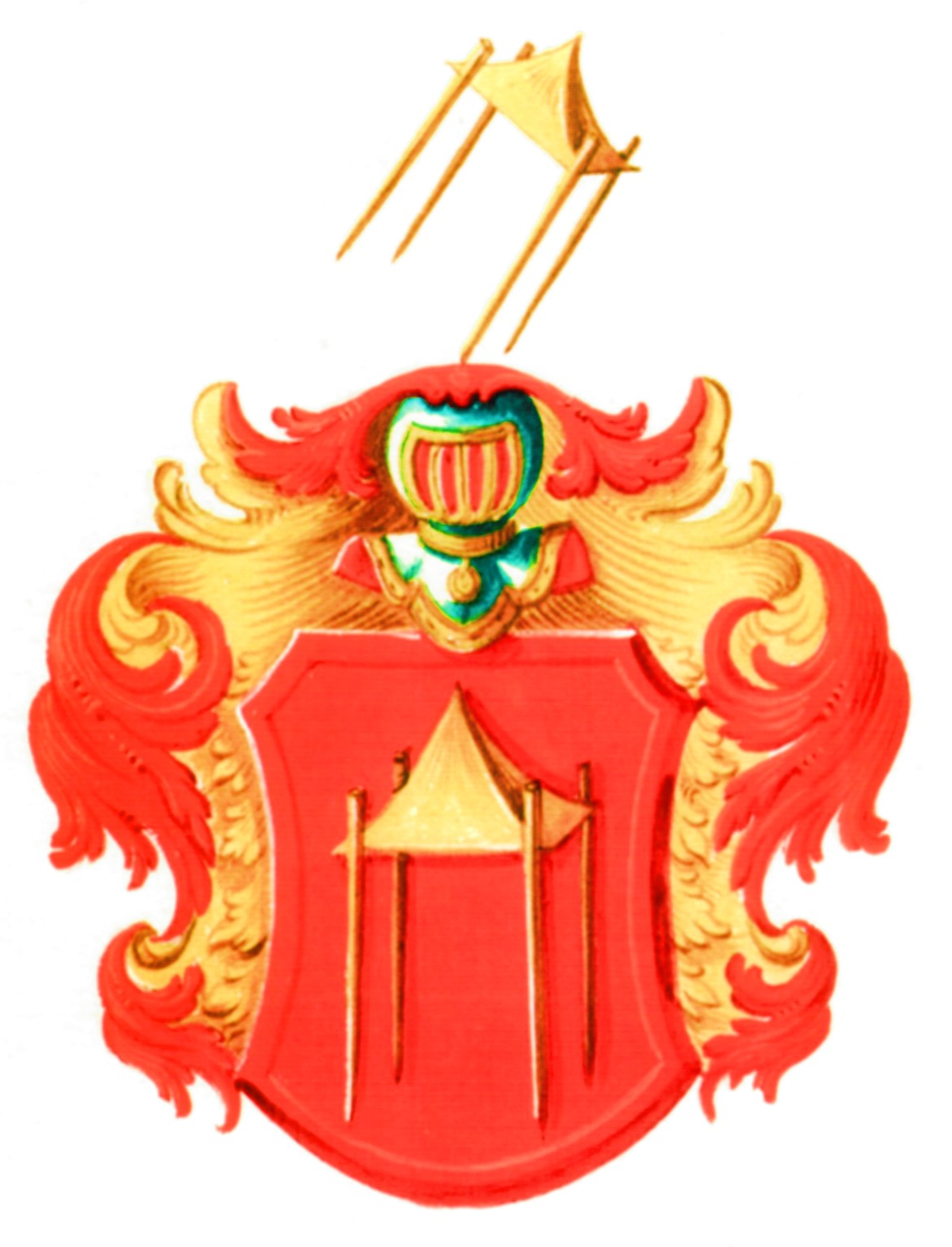
Nowszy herb rodu Holly.

Jan Holly alias Czuchowski (ur. ?, zm. przed 1687 r.?) – szlachcic z rodu Holly, brat Henryka Holly, pan na Starym Dębieńsku (do ok. 1661 r.) i Czuchowie. W latach 1654–1661 był właścicielem Dębieńska Starego. Był on także właścicielem jednej części miasteczka Pilchowice (od co najmniej 1666 r.), druga część należała do Jerzego Kozłowskiego. Według najstarszego protokołu wizytacyjnego z 1679 r. uiszczał roczny czynsz w wysokości trzech talarów na utrzymanie proboszcza w Dębieńsku Wielkim oraz dwa talary rocznie na kościół parafialny w Dębieńsku. Ustanowił także fundację w wysokości 100 talarów na rzecz kościoła Wszystkich Świętych w Gliwicach, z której czynsz wynosił 6 talarów rocznie. Kapitał znajdował się w majątku Czuchów. Proboszcz gliwicki zgodnie z nią zobowiązany był odprawić co miesiąc w ołtarzu św. Mikołaja mszę O zmarłych za duszę fundatora. Czynsz uiszczany był na Wielkanoc. Zmarł prawdopodobnie przed 1687 r. Pochowany został prawdopodobnie w kościele pw. Podwyższenia Krzyża Świętego w Gliwicach.